# Argentor
L'Argentor, parfois orthographié Argent-Or, est une rivière du sud-ouest de la France et un affluent gauche de la Charente. Il arrose le département de la Charente, dans la région Nouvelle-Aquitaine.

## Géographie
C'est un affluent de la Charente dans laquelle il se jette aux environs du village de Poursac.
L'Argentor a une longueur de cours d'eau de 28,9 km.

## Communes et cantons traversés
L'Argentor traverse - dans l'ordre alphabétique - les communes de Champagne-Mouton, Nanteuil-en-Vallée, Poursac et Saint-Georges.
Soit en termes de cantons, l'Argentor traverse ceux de Champagne-Mouton, Ruffec.

## Affluents
L'Argentor est un cours d'eau français né de la réunion de deux ruisseaux, l'Argent au sud et l'Or au nord. 
- l'Argent, long de 9,5 km[3], né au sud de la commune de Saint-Coutant, traverse Le Vieux-Cérier et Champagne-Mouton et conflue en aval de Champagne-Mouton,
- l'Or, long de 7,3 km[4], né à Saint-Coutant et conflue en aval de Champagne-Mouton.